# Пенсионное обеспечение на Украине
Пенсионное обеспечение на Украине — нормы предоставления гражданам Украины материальной поддержки в виде пенсии.

## Обзор
На 2016 год в стране насчитывалось более 12 млн пенсионеров — это почти каждый третий украинец.
На них приходится 10 млн наёмных работников, платящих единый социальный взнос, из которого формируется Пенсионный фонд. Последние годы другим источником финансирования государственных расходов на пенсии являются поступления из бюджета, которые, по некоторым данным 2016 года, превышают 17 % ВВП страны.
Трое из четырёх пенсионеров получают пенсию по возрасту (на настоящий момент это 60 лет для мужчин и 57,5 лет для женщин — не имеющих каких либо возрастных льгот при выходе на пенсию (имеющие составляют более 5 % пенсионеров)).
Большинство пенсионеров — женщины: их вдвое больше, чем мужчин. Отмечается, что более половины из них одиноки (вдовы или разведены).
Средняя продолжительность жизни мужчин после выхода на пенсию составляет шесть лет.
С 2011 года в стране увеличивают возраст выхода на пенсию женщин (с 55 до 60 лет). Также в том же году был повышен на 10 лет страховой стаж, необходимый для получения пенсии. Теперь чтобы претендовать на пенсию необходимо легально отработать не менее 15 лет и подтвердить это документально; для получения полноценной трудовой пенсии мужчинам необходимо 35 лет стажа, женщинам — 30 лет.
В 2013 году средняя пенсия на Украине достигла максимального значения за все годы независимости, составив $180 в эквиваленте.
В 2016 году 7,5 млн украинских пенсионеров получали пенсию ниже прожиточного минимума, из 12,5 млн пенсионеров 7,4 млн получают пенсию до 1500 гривен (менее $100 в эквиваленте).
По мнению Л. Бальцеровича (2015), на Украине «громадные издержки по пенсиям, потому что очень низкий возраст выхода на пенсию». «Я не говорю, что пенсии высокие — они очень низкие. Но у вас много пенсионеров», — отмечает он.
Низкий размер пенсий отчасти компенсируется другими материальными выплатами. Так, в 2021 году около 2.5 млн домохозяйств получили субсидии на оплату коммунальных услуг в среднем 2 тысячи гривен в месяц на время отопительного сезона. Кроме того, с октября 2021 года установлены надбавки: 400 гривен в месяц для пенсионеров 75-80 лет и 500 гривен в месяц для пенсионеров старше 80 лет..
Кроме того, часть пенсионеров работает. По данным Пенсионного фонда Украины на 1 апреля 2022 года работала треть (2,7 млн) пенсионеров.

## Распределение пенсионеров по размеру пенсии
По данным Пенсионного фонда Украины на 1 апреля 2022 года были зарегистрированы 10,8 млн пенсионеров, которые делились по размеру получаемой пенсии на следующие группы:
- До 2000 гривен в месяц — 3,7 % пенсионеров;
- 2001 — 3000 гривен в месяц — 40,4 % пенсионеров;
- 3001 — 4000 гривен в месяц — 20,5 % пенсионеров;
- 4001 — 5000 гривен в месяц — 10,9 % пенсионеров;
- 5001 — 10000 гривен в месяц — 18,3 % пенсионеров;
- Больше 10 тысяч гривен в месяц — 6,2 % пенсионеров.

## Статистика
|                                           | 2010 | 2011 | 2012 | 2013 | 2014 | 2015 | 2016 | 2017 | 2018 | 2019 (1 октября) | 2020 (1 октября) | 2021 (1 июля) | 2022 (1 апреля) |
| Средняя пенсия на Украине, гривен в месяц | 1033 | 1152 | 1253 | 1471 | 1526 | 1582 | 1700 | 1828 | 2479 | 3019             | 3410             | 3778          | 4370            |
| Средняя пенсия на Украине, $ в месяц      | 129  | 144  | 155  | 179  | 125  | 68   | 65   | 68   | 91   | 123              | 120              | 138           | 149             |